# لودرمارک
لودرمارک (به هلندی: Laudermarke) یک منطقهٔ مسکونی در هلند است که در وسترولد واقع شده‌است. لودرمارک ۱۳٬۰۰۰ نفر جمعیت دارد.